# Hesperosaurus
Hesperosaurus ("zapadni gušter", od grč. ἕσπερο-/hespero- "zapadni" i σαυρος/saurus "gušter") bio je dinosaur biljojed koji je živio od razdoblja kimmeridgija do razdoblja tithonija jurske epohe (prije oko 150 milijuna godina), a njegovi fosili pronađeni su u saveznoj državi Wyoming u Sjedinjenim Američkim Državama. Pripada starijem dijelu formacije Morrison, pa je nešto stariji od ostalih stegosaura iz Morrisona.
Hesperosaurus je bio tip stegosaurida i imao je ploče na leđima i četiri bodlje na repu. Ploče na leđima nisu bile tako visoke, ali su bile duže, nego kod njegovog srodnika Stegosaurusa. Imao je kraću, širu lubanju od Stegosaurusa i izgleda da je u najbližem srodstvu s rodom Dacentrurus.

## Osobine
Hesperosaurus je dosezao dužinu od 5 do 6 metara, ali treba naglasiti da je jedini pronađeni primjerak bila neodrasla jedinka. Kao i svi stegosauri, imao je dvostruki red koštanih ploča duž leđa. Te koštane ploče bile su, u odnosu na ploče kod Stegosaurusa, izduženije i ovalne. Na kraju repa imao je dva para dugih, šiljastih bodlji. Udovi ovog roda nisu pronađeni, ali lubanja je bila nešto kraća i šira nego kod ostalih stegosaura. Hesperosaurus je, kao i ostali stegosauri, imao malene zube, prilagođene ishrani biljem.

## Otkriće i vrste
Kenneth Carpenter i kolege opisali su rod Hesperosaurus 2001. godine, a dobio je naziv zato što je pronađen na jednoj lokaciji na zapadu SAD-a. Pronađena je potpuna lubanja i veći dio kostura. Jedina poznata vrsta je Hesperosaurus mjosi, koja je otkrivena u stratigrafskoj zoni 1 formacije Morrison.
Susannah Maidment i kolege su 2008. predložili da bi se Hesperosaurus trebao smatrati sinonimom roda Stegosaurus, dok bi se H. mjosi trebao nazvati Stegosaurus mjosi.

## Vanjske poveznice
- Informacije o stegosaurima, uključujući i Hesperosaurusa, pristupljeno 2. lipnja 2014.